# 以色列旅游业
以色列旅游业， 是以色列的主要经济来源之一，2013年以色列共接待了354万名外国游客。 以色列有数量众多、种类各异的景点，包括历史遗迹、宗教圣地、海滩度假地、 考古旅游， 文化遗产旅游和生态旅游。 以色列是世界上人均拥有最多博物馆的国家。 2009年，游客最多的景点为西墙和著名拉比約海的墓地；最受欢迎的付费景点为马萨达。 游客最多的城市为耶路撒冷，游客最多的景点为西墙。 美国游客占比最高达18％，游客量排名前十的国家另有俄罗斯、法国、德国、英国、意大利、乌克兰、波兰上、加拿大、荷兰和西班牙。2016年美国游客提高至22％，其他游客量最多的国家依序为法国、俄罗斯、英国、德国、乌克兰、意大利、中国、加拿大和波兰。

## 游客最多的城市

### 耶路撒冷
耶路撒冷每年吸引350万外国游客， 是以色列游客最多城市有。耶路撒冷是世界上 最古老的城市之一，以色列的首都[i] ，如果把东耶路撒冷的人口和面积算入，为以色列最大城市。 耶路撒冷是三大亚伯拉罕宗教，犹太教， 基督教 和 伊斯兰教的圣城，有无数的历史、考古、宗教和各种各样的旅游景点。
西耶路撒冷的旅游景点有：

1967年，以色列在六日战争后控制东耶路撒冷，并在1980年通过法律正式兼并，但东耶路撒冷仍被国际社会认为是位于以色列占领之下。东耶路撒冷的景点有:

### 特拉维夫
- 2013年吸引230万外国游客，[8] 特拉维夫是以色列的第二大城市和是以色列的金融中心、经济中心和全球化大都市。特拉维夫大都会区有300万人口，聚集了以色列40%的人口。特拉维夫一项世界文化遗产——特拉维夫白城。特拉维夫的历史名城的雅法正在经历旅游业繁荣。 2010年，国家地理将特拉维夫排进世界十大海滩城市中。[9]
- 特拉维夫夜生活丰富，号称是“不夜城”。特拉维夫被命名为"中东同性恋群体的首都"。

### 阿卡（阿克）古城
- 阿卡老城和骑士团大厅
- 巴哈欧拉墓地，世界文化遗产。

### 海法
- 迦密山
- 巴哈伊空中花园
- 海洋之星修道院
- 以利亚石洞

### 提比里亚
- 提比里亚位于加利利湖湖畔，是犹太教四大圣城之一。
- 加利利湖周围有许多关于耶稣的教堂和遗址，著名的有迦百农、彼得献心堂、八福堂、五饼二鱼堂等。

### 拿撒勒
- 被称为“以色列阿拉伯人的首都”。
- 拿撒勒是耶稣的故乡，有很多关于耶稣事迹和神迹的景点。
- 拿撒勒有许多教堂，其中天使报喜堂是中东最大的天主教教堂。据说那里是天使加百利向玛利亚通报将要怀孕生下耶稣的地方。（路加福音1：26-31）
- 拿撒勒是以色列政府新开发的耶稣步道的起点，一直通往加利利海的迦百农。

## 观鸟
以色列是世界观鸟圣地，尤其到每年候鸟经过埃拉特和Hula谷迁徙的季节，观鸟爱好者 和 鸟类学家到这时会蜂拥而至。

## 徒步小径

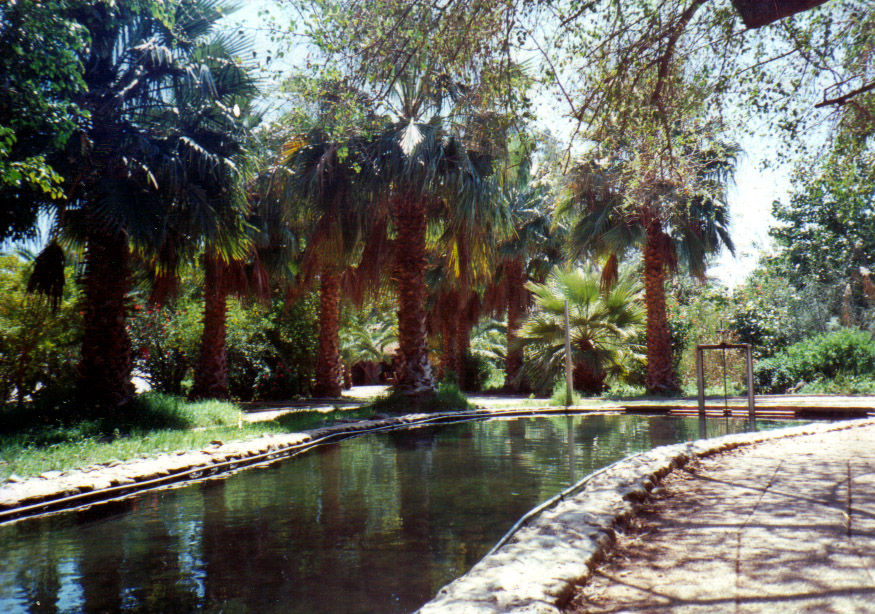
耶稣小径上的塔布加池

## 知名博物馆

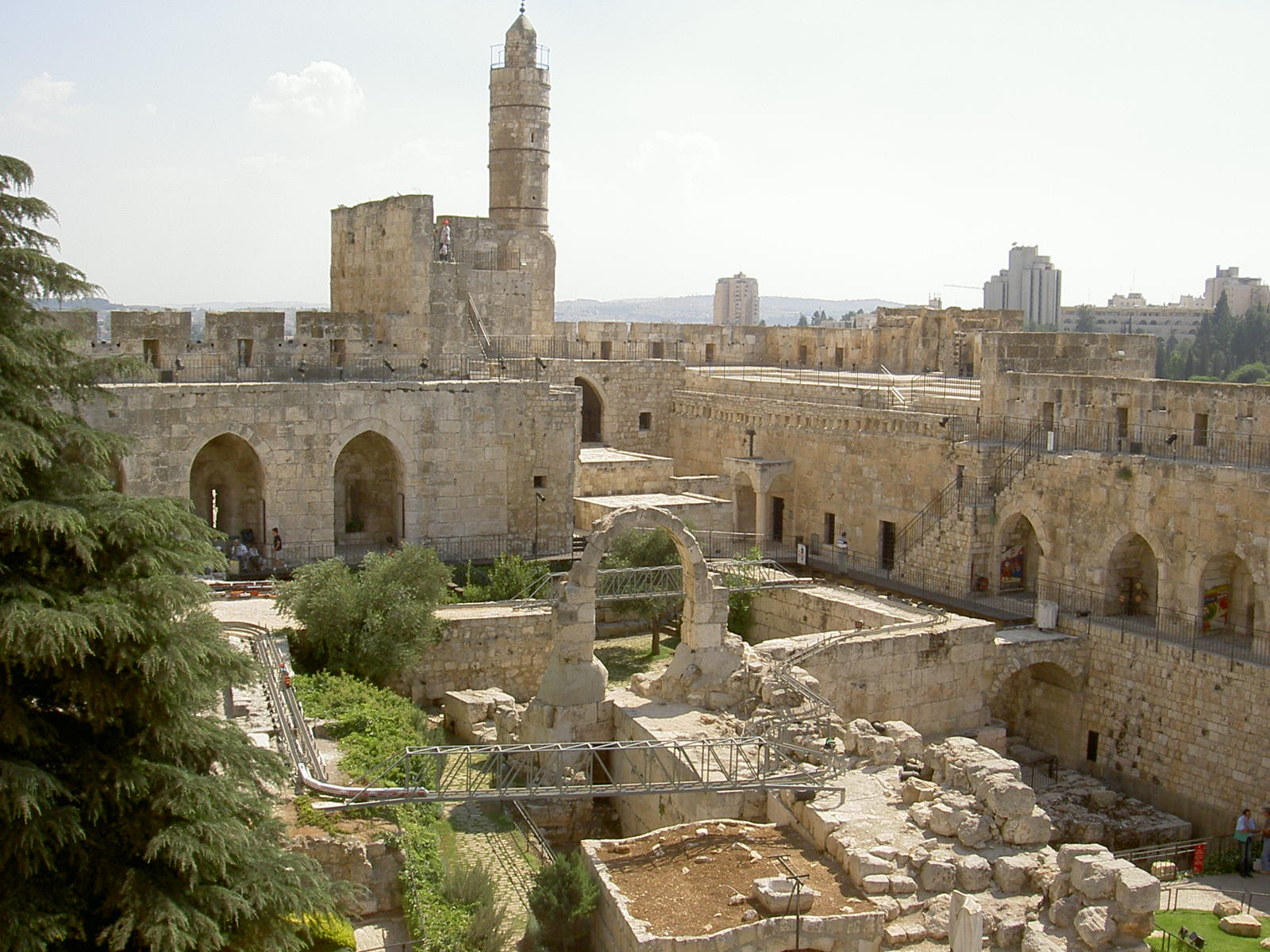
耶路撒冷大卫塔博物馆

- 耶路撒冷的以色列的 以色列国家博物馆，每年吸引80万游客。[11]
- 大卫塔耶路撒冷城市历史博物馆
- 耶路撒冷犹太大屠杀纪念馆
- 特拉维夫艺术博物馆
- 特拉维夫大流散博物馆
- 以色列国家科学、技术及太空博物馆（海法科技馆）

## 餐厅文化

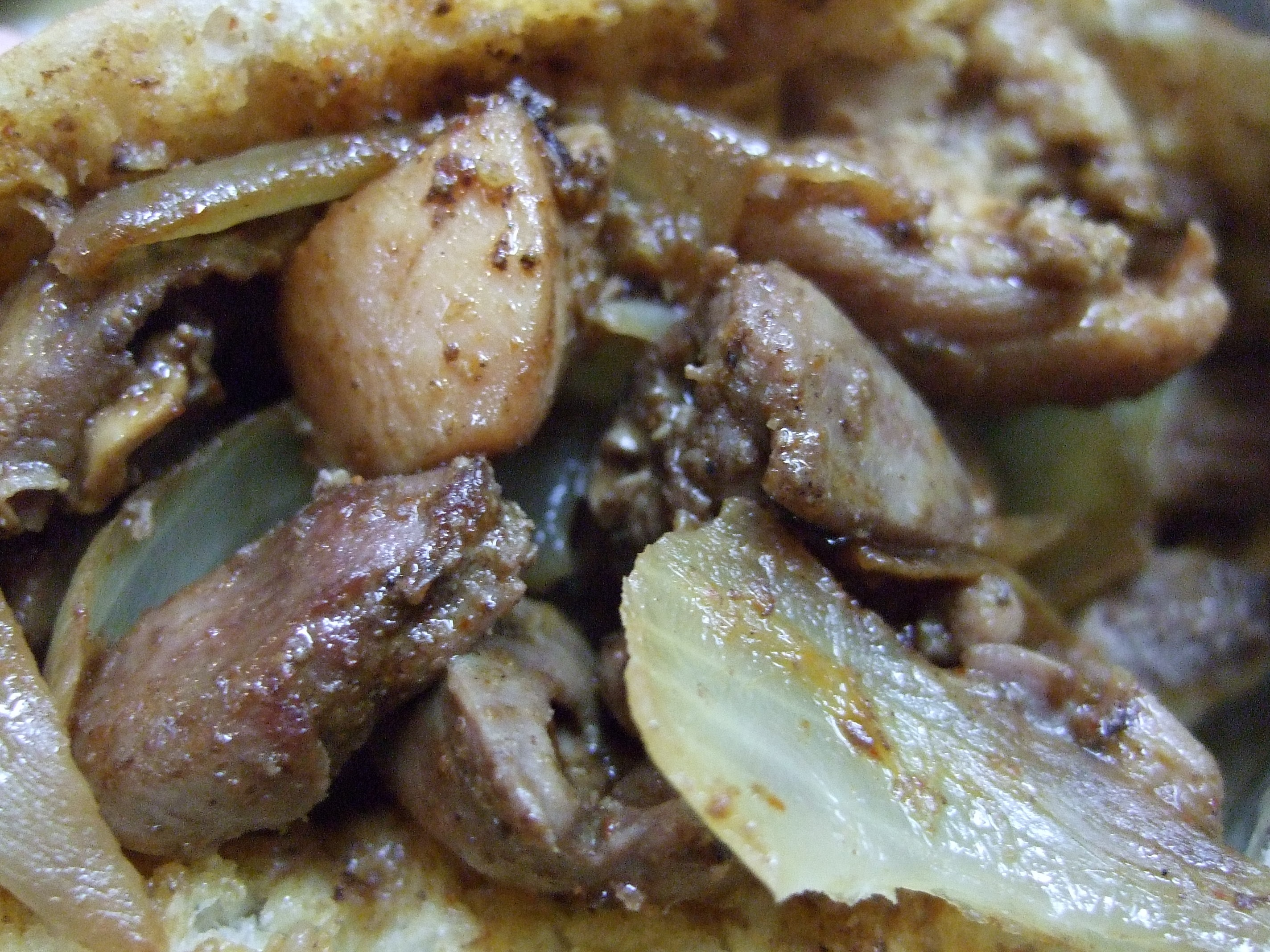
耶路撒冷混合烧烤

## 温泉
- Hamat Gader
- 提比利亚温泉

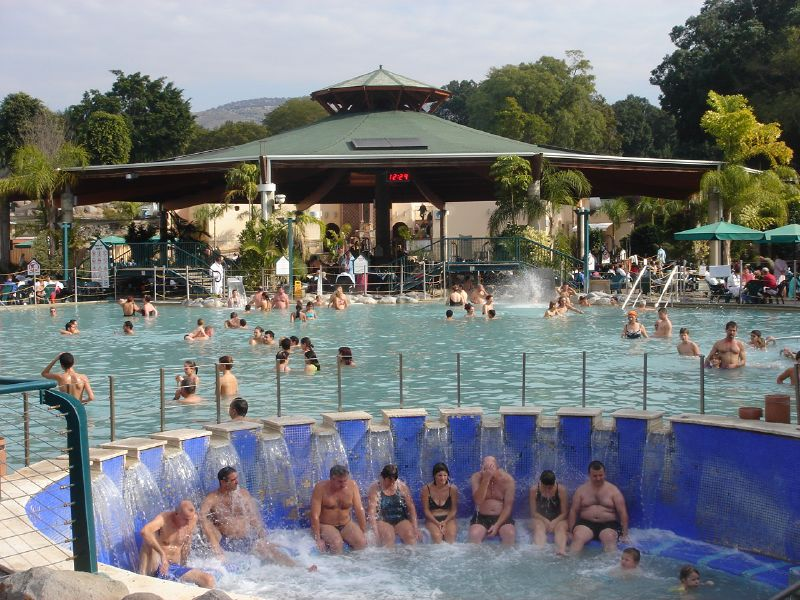
Hamat Gader温泉

- Yoav hot springs(Hamei Yoav)

## 约旦河西岸旅游业

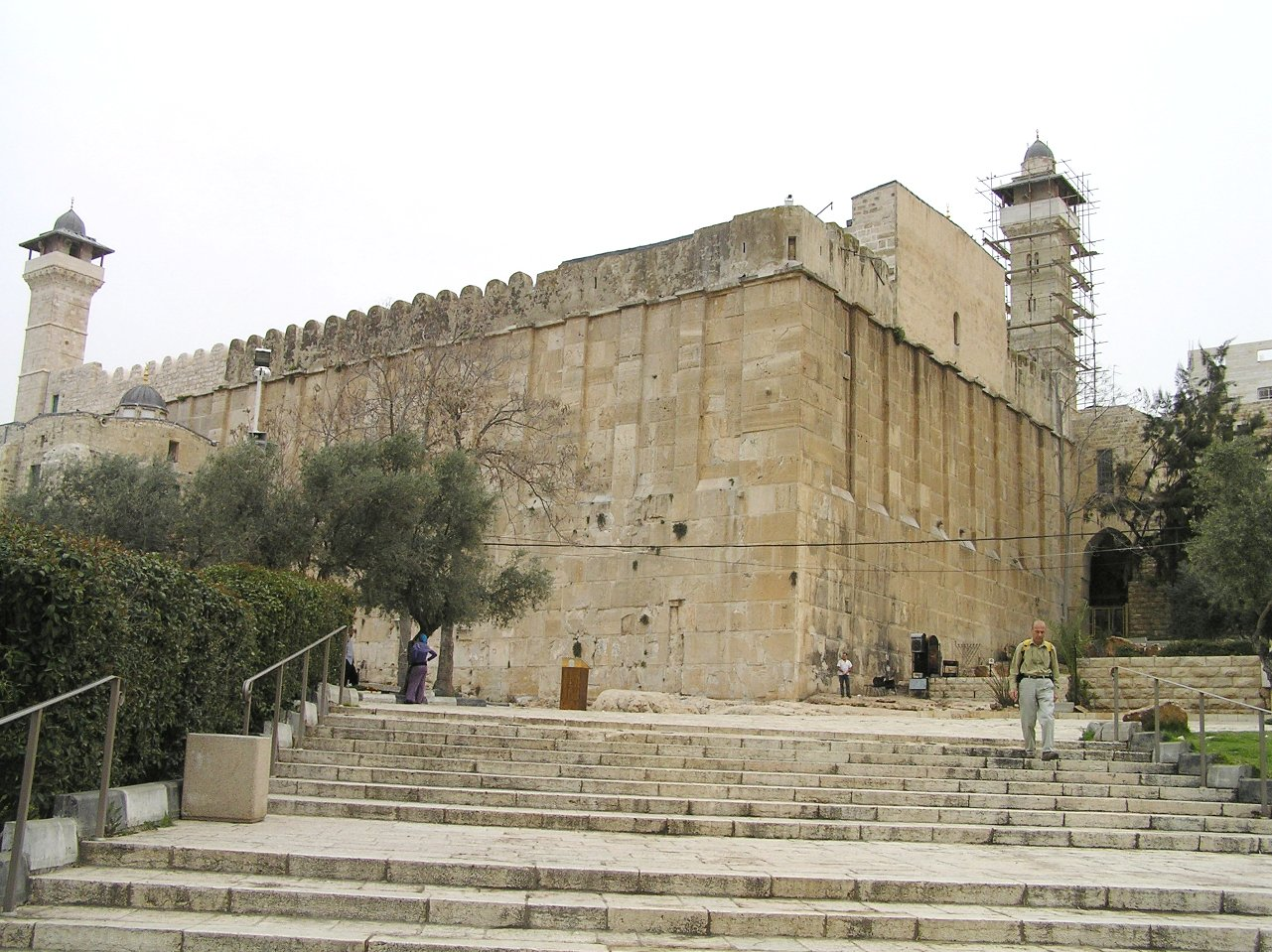
希伯伦的犹太列祖墓地

### 伯利恒
伯利恒位于约旦河西岸，是巴勒斯坦自治城市，耶稣出生地，紧邻耶路撒冷，只有20分钟车程。伯利恒因是耶稣的出生地而闻名，距离耶路撒冷很近，来以色列朝圣或旅游的游客很多都会参观伯利恒。

## 戈兰高地旅游业

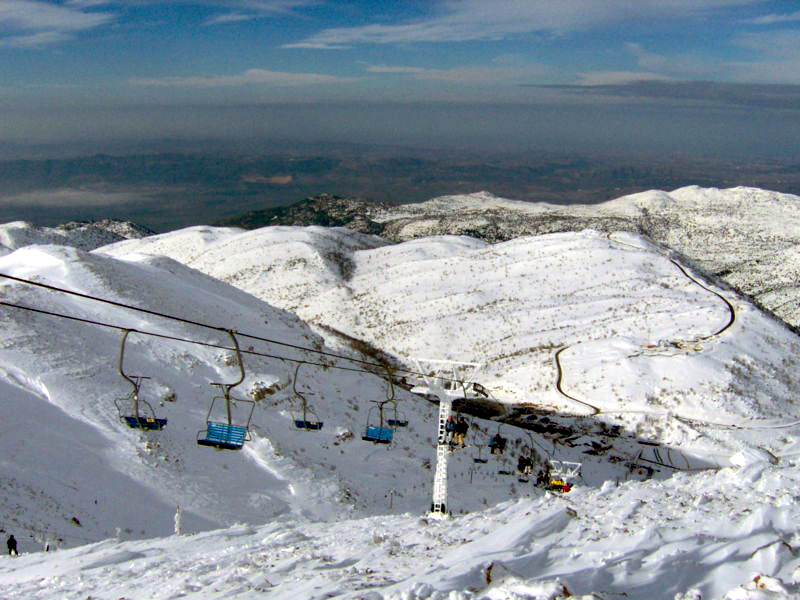
黑门山滑雪厂

### 本塔尔山（兵头山）
本塔尔山是一座死火山，位于戈兰高地东北部，贴近以叙停火线，站在山顶可以俯瞰整个戈兰高地，远眺叙利亚。经常有联合国维和部队观察员在山头监督以叙停火状况。

## 湖泊和大海

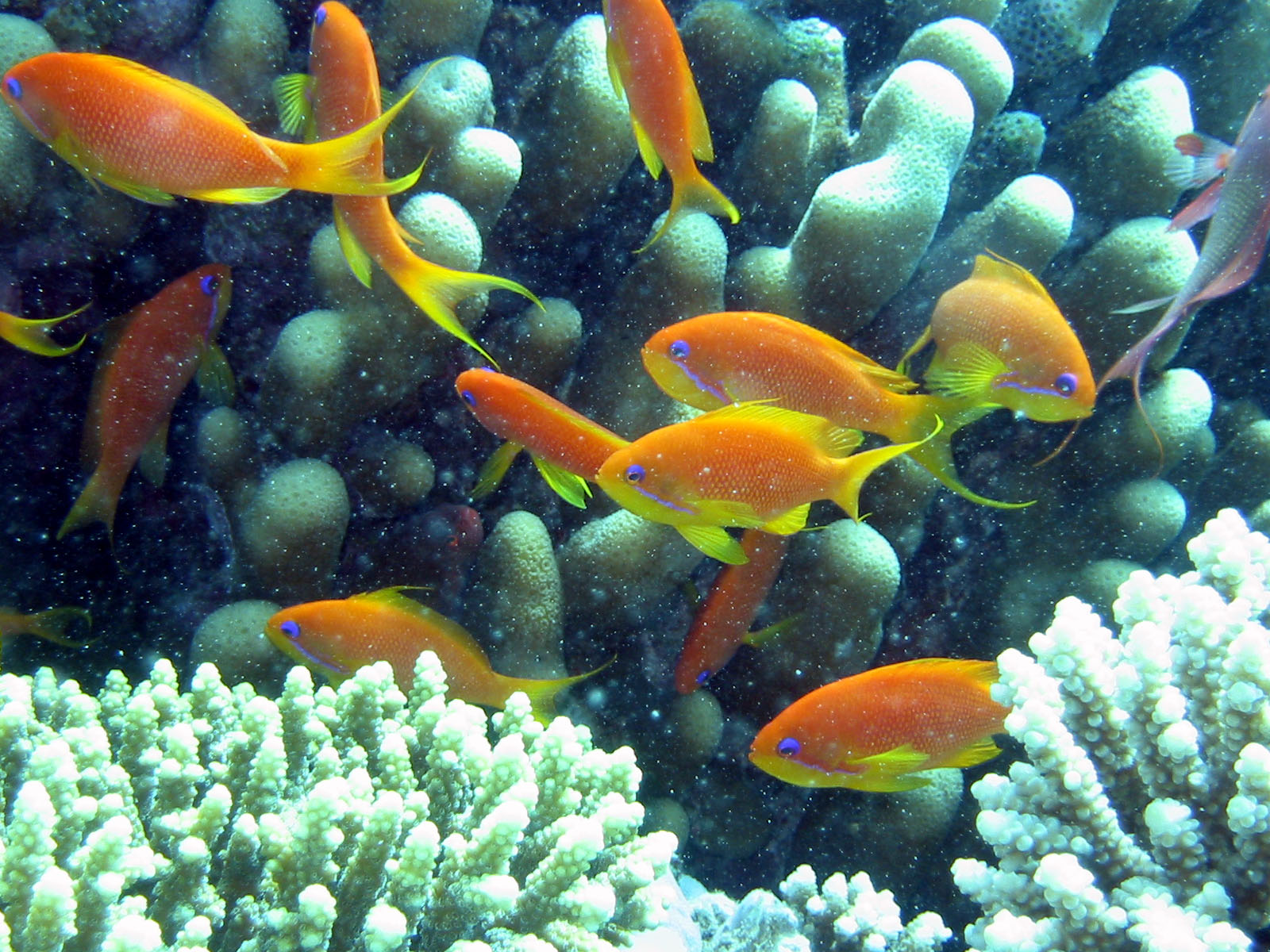
埃拉特的红海 珊瑚和海洋鱼类

## 医疗旅游

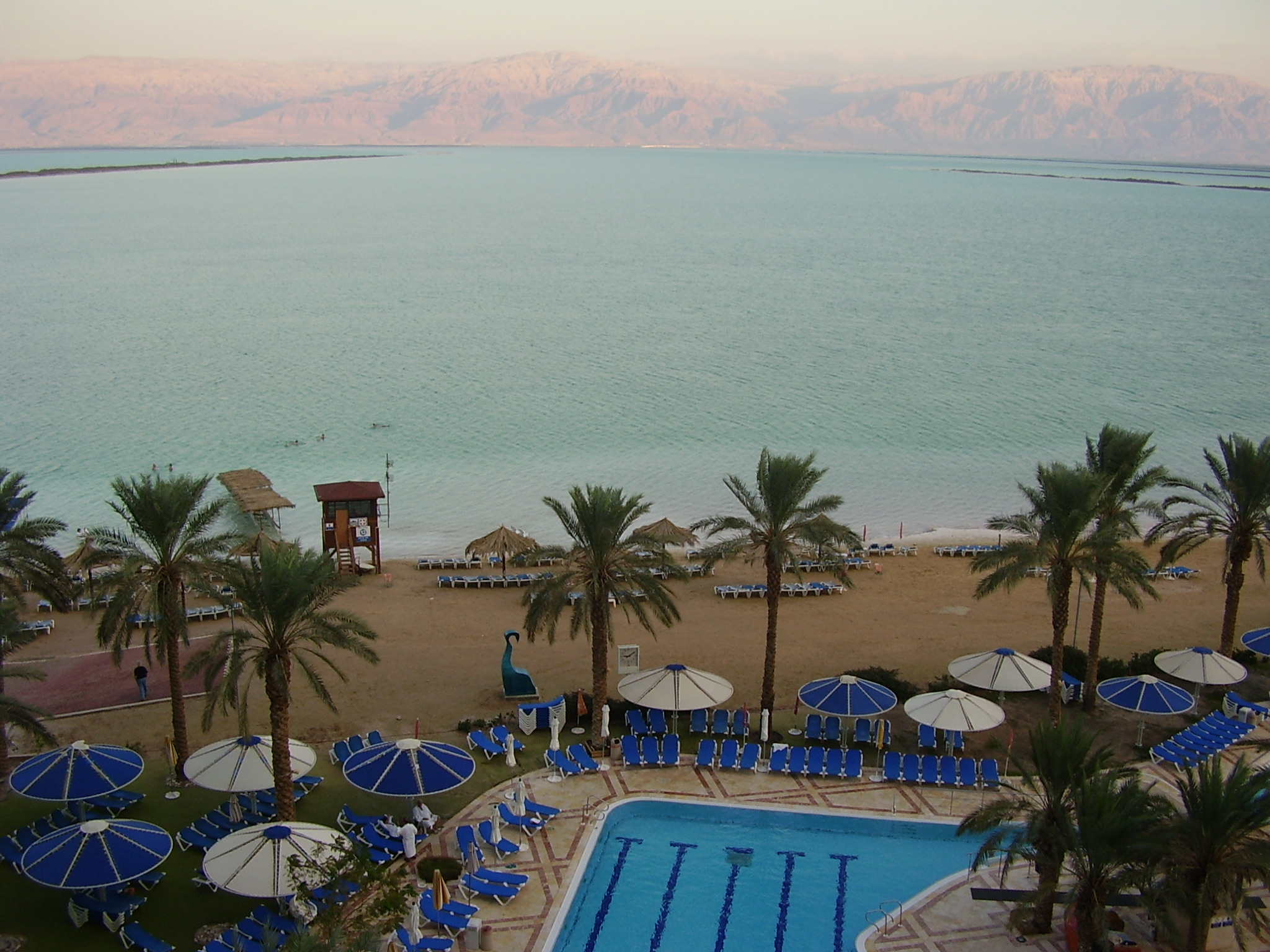
死海

## 游客数量统计和对经济的贡献

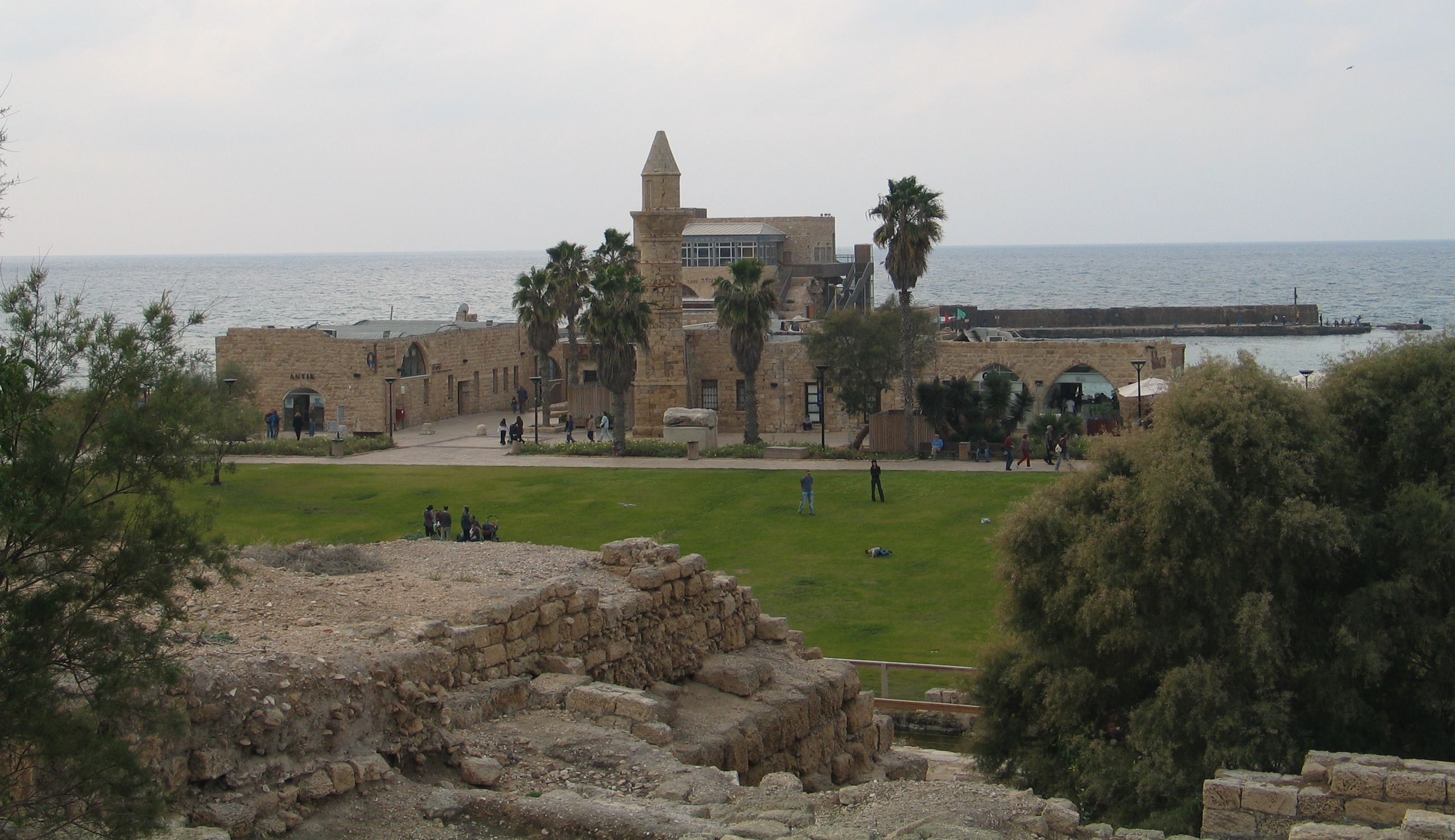
凯撒利亚

## 国际赞誉和奖项

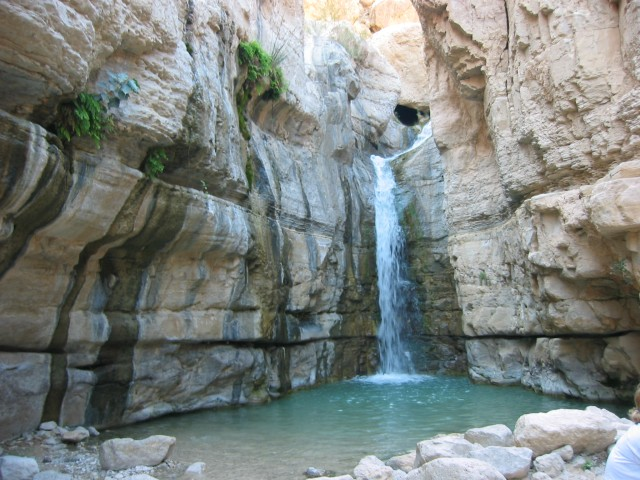
死海恩戈地的Nahal Arugot瀑布

## 游客最多景点

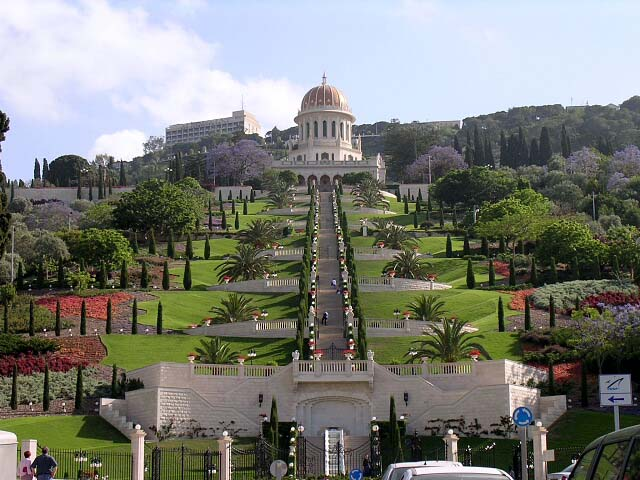
海法巴哈伊空中花园

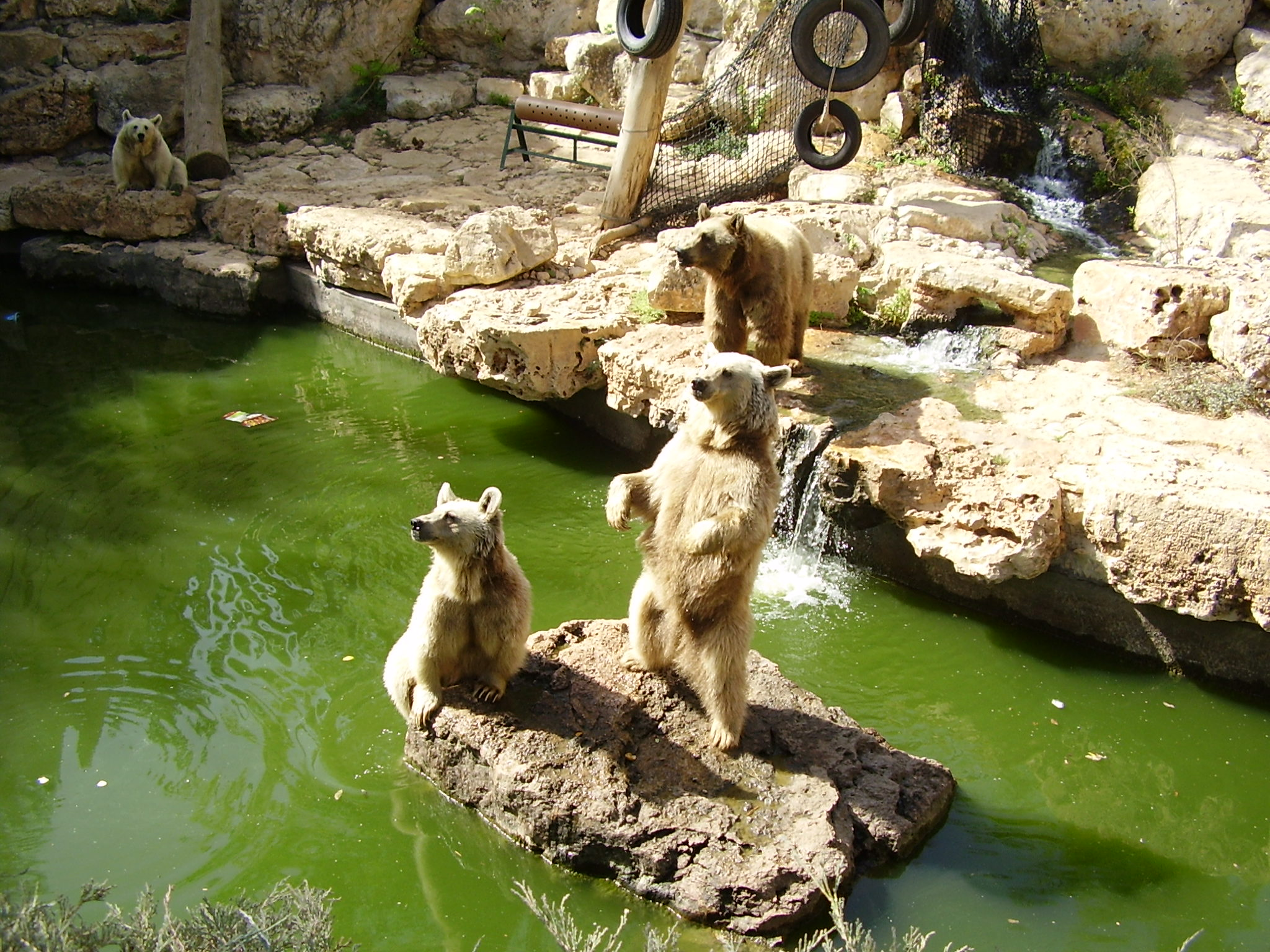
耶路撒冷圣经动物园的叙利亚棕熊

2012年，Dun & Bradstreet Israel以色列游客最多的付费景点排名.
| 排名 | 景点                               | 2008 游客数量 | 2012 游客数量 |
| ---- | ---------------------------------- | ------------- | ------------- |
| 1    | 耶路撒冷圣经动物园                 | 687,647       | 752,000       |
| 2    | 马萨达                             | 721,915       | 724,000       |
| 3    | 特拉维夫—拉马特甘动物中心          | 581,800       | 713,000       |
| 4    | 凯撒利亚                           | 713,648       | 670,000       |
| 5    | 黑门山国家公园                     | 430,531       | 561,000       |
| 6    | 恩戈地国家公园                     | 471,000       |               |
| 7    | 哈马特加德尔温泉区                 | 500,000       | 440,000       |
| 8    | 霍隆亞米特2000(Yamit 2000)水上乐园 | 412,533       | 431,000       |
| 9    | 埃拉特海洋公园水下珊瑚观赏平台     | 458,000       | 423,000       |
| 10   | 昆兰死海古卷国家公园               | 389,291       | 377,000       |

## 外国游客数量排名
2016年以色列外国游客总数为306万9800人。
| 排名 | 国家   | 数量    | 百分比（%） |
| ---- | ------ | ------- | ----------- |
| 1    | 美国   | 672,100 | 21.9        |
| 2    | 法國   | 293,000 | 9.5         |
| 3    | 俄羅斯 | 284,600 | 9.3         |
| 4    | 英国   | 197,100 | 6.4         |
| 5    | 德国   | 180,100 | 5.9         |
| 6    | 乌克兰 | 164,500 | 5.4         |
| 7    | 義大利 | 88,000  | 2.9         |
| 8    | 中國   | 85,900  | 2.8         |
| 9    | 加拿大 | 69,900  | 2.3         |
| 10   | 波蘭   | 54,300  | 1.8         |
| 无   | 其他   | 980,300 | 31.9        |